# Jujubinus gravinae
Jujubinus gravinae is een slakkensoort uit de familie van de Trochidae. De wetenschappelijke naam van de soort is voor het eerst geldig gepubliceerd in 1881 door Dautzenberg.